# Bananväxter
Bananväxter (Musaceae) är en familj med enhjärtbladiga växter indelade i två eller tre släkten. Bananväxterna lever i tropiskt klimat och kommer ursprungligen från varma områden i Asien, Afrika, Madagaskar och Australien.
Länge behandlades familjen som monotypisk, det vill säga att den bara omfattade ett släkte, men 1947 delades släktet upp i ett andra släkte, ensetebanansläktet (Ensete), beskrivet av Horaninow 1862. Ett tredje släkte, guldbanansläktet (Musella) beskrivet 1978, är fortfarande kontroversiellt. Musella omfattar bara arten guldbanan (Musella lasiocarpa), och arten placeras av olika auktoriteter i någon av de tre släktena.